# Championnat d'Union soviétique masculin de handball
Le Championnat d'Union soviétique masculin de handball était le plus haut niveau des clubs masculins au handball en Union des républiques socialistes soviétiques.
La compétition a été dominée successivement par trois clubs : le CSKA Moscou et ses neuf titres dont huit entre 1973 et 1983 a succédé au MAI Moscou et ses sept titres entre 1965 et 1975 mais a ensuite subi la domination du SKA Minsk et ses six titres dont cinq entre 1984 et 1989. Ces trois clubs sont également les trois seuls à avoir remporté la Coupe d'Europe des clubs champions (C1) (respectivement deux, une et trois fois).
Depuis sa disparition en 1992 à la suite de la dislocation de l'URSS, lui ont notamment succédé les championnats de Russie, d'Ukraine ou encore de Biélorussie.

## Championnat à sept

### Palmarès
Le palmarès est,, :
| Saison | Champion                  | Vice-champion         | Troisième               |
| ------ | ------------------------- | --------------------- | ----------------------- |
| 1962   | Bourevestnik Tbilissi     | Komanda Tiraspol      | Atletas Kaunas          |
| 1963   | Atletas Kaunas            | ZAS Zaporojié         | Bourevestnik Tbilissi   |
| 1964   | Bourevestnik Tbilissi (2) | ZAS Zaporojié         | SK Kountsevo Moscou     |
| 1965   | MAI Moscou                | Bourevestnik Tbilissi | ZAS Zaporojié           |
| 1966   | SK Kountsevo Moscou       | Bourevestnik Tbilissi | Žalgiris Kaunas         |
| 1967   | SK Kountsevo Moscou       | Bourevestnik Tbilissi | Daugava Riga            |
| 1968   | MAI Moscou                | SK Kountsevo Moscou   | ZAS Zaporojié           |
| 1969   | SK Kountsevo Moscou (3)   | MAI Moscou            | Université de Krasnodar |
| 1970   | MAI Moscou                | SK Kountsevo Moscou   | Université de Krasnodar |
| 1971   | MAI Moscou                | ZMetI Zaporojié       | Université de Krasnodar |
| 1972   | MAI Moscou                | SK Kountsevo Moscou   | ZMetI Zaporojié         |
| 1973   | CSKA Moscou               | MAI Moscou            | SK Kountsevo Moscou     |
| 1974   | MAI Moscou                | CSKA Moscou           | ZMetI Zaporojié         |
| 1975   | MAI Moscou (7)            | CSKA Moscou           | ZMetI Zaporojié         |
| 1976   | CSKA Moscou               | MAI Moscou            | SK Kountsevo Moscou     |
| 1977   | CSKA Moscou               | MAI Moscou            | Bourevestnik Tbilissi   |
| 1978   | CSKA Moscou               | MAI Moscou            | SK Kountsevo Moscou     |
| 1979   | CSKA Moscou               | MAI Moscou            | Granitas Kaunas         |
| 1980   | CSKA Moscou               | MAI Moscou            | Bourevestnik Tbilissi   |
| 1981   | SKA Minsk                 | Granitas Kaunas       | Bourevestnik Tbilissi   |
| 1982   | CSKA Moscou               | SKA Minsk             | ZII Zaporojié           |
| 1983   | CSKA Moscou               | SKA Minsk             | ZII Zaporojié           |
| 1984   | SKA Minsk                 | CSKA Moscou           | ZII Zaporojié           |
| 1985   | SKA Minsk                 | Granitas Kaunas       | CSKA Moscou             |
| 1986   | SKA Minsk                 | CSKA Moscou           | Granitas Kaunas         |
| 1987   | CSKA Moscou (9)           | SKA Minsk             | MAI Moscou              |
| 1988   | SKA Minsk                 | CSKA Moscou           | SKIF Krasnodar          |
| 1989   | SKA Minsk (6)             | Dinamo Astrakhan      | SKIF Krasnodar          |
| 1990   | Dinamo Astrakhan (1)      | SKA Minsk             | SKIF Krasnodar          |
| 1991   | SKIF Krasnodar            | Dinamo Astrakhan      | SKA Minsk               |
| 1992*  | SKIF Krasnodar (2)        | SKA Minsk             | Dinamo Astrakhan        |

* Le championnat 1991-92 fut officiellement le championnat de la CEI.

### Bilan
| Club                  | Titres | Saisons                                              | République actuelle | Titres en Coupe d'Europe (C1) |
| --------------------- | ------ | ---------------------------------------------------- | ------------------- | ----------------------------- |
| CSKA Moscou           | 9      | 1973, 1976, 1977, 1978, 1979, 1980, 1982, 1983, 1987 | Russie              | 2 (1977, 1983)                |
| MAI Moscou            | 7      | 1965, 1968, 1970, 1971, 1972, 1974, 1975             | Russie              | 1 (1974)                      |
| SKA Minsk             | 6      | 1981, 1984, 1985, 1986, 1988, 1989                   | Biélorussie         | 3 (1987,1989,1990)            |
| SK Kountsevo Moscou   | 3      | 1966, 1967, 1969                                     | Russie              | -                             |
| Bourevestnik Tbilissi | 2      | 1962, 1964                                           | Géorgie             | -                             |
| SKIF Krasnodar        | 2      | 1991, 1992                                           | Russie              | -                             |
| Atletas Kaunas        | 1      | 1963                                                 | Lituanie            | -                             |
| Dinamo Astrakhan      | 1      | 1990                                                 | Russie              | -                             |
| Total                 | 31     | 1962-1990                                            | -                   | 6                             |

## Handball à onze
Avant d'être remplacé par le handball à sept joueurs, le championnat d'URSS a été disputé dans son format du handball à onze. Le palmarès est,, :
| Année | Champion          | Vice-champion    | Troisième          |
| ----- | ----------------- | ---------------- | ------------------ |
| 1956  | MVO Moscou        | Lvov             | Riga               |
| 1957  | Bourevestnik Kiev | SKIF Moscou      | oblast de Moscou   |
| 1958  | OSK Odessa        | oblast de Moscou | Institut VI Lénine |
| 1959  | SKIF Lviv         | MAI Moscou       | Trud Moscou        |
| 1960  | MAI Moscou        | SKIF Moscou      | Trud Serpoukhov    |
| 1961  | Trud Moscou       | MAI Moscou       | SKA Leningrad      |